# Алберто Цакерони
Алберто Цакерони (итал. Alberto Zaccheroni; Мелдола, 1. април 1953) бивши је италијански фудбалер и тренер.

## Биографија
Због тешке повреде Цакерони је рано завршио играчку каријеру па се убрзо посветио тренерском позиву. Након рада у нижеразредним клубовима као што су Чезенатико (у којем је био и играч), Ричионе, Бока Сан Лазаро и Барака Луго, свој први велики ангажман добија у Венецији. Након тога радио је у бројним познатим италијанским клубовима као што су Болоња, Козенца, Удинезе, Милан (освојио "скудето" 1999), Лацио, Интер, Торино и Јувентус, а радио је и у Кини као тренер Пекинг Гоана. 
Био је и селектор јапанске фудбалске репрезентације од 2010. до 2014 и за то време освојио је АФК азијски куп (2011). и Првенство Источне Азије (2013). Последњи ангажман му је био на месту селектора Уједињених Арапских Емирата.

## Занимљивости
Алберто Цакерони је један од само тројице тренера који су водили три највећа и најтрофејнија италијанска клуба Јувентус, Интер и Милан. Поред њега то су урадили и Јожеф Виола и Ђовани Трапатони. Као помоћни тренер у сва три италијанска великана радио је Стефано Агрести.

## Трофеји
Милан
- Серија А (1) : 1998/99.

Репрезентација Јапана
- АФК азијски куп (1) : 2011.
- Првенство Источне Азије (1) : 2013.